# La Goulue entrando al Moulin Rouge
La Goulue entrando al Moulin Rouge es un cuadro del pintor francés Henri de Toulouse-Lautrec, creado en 1892 y conservado en el Museo de Arte Moderno de Nueva York.

## Historia
Louise Weber, conocida como La Goulue, (1866-1929), fue a finales del siglo XIX una de las estrellas más brillantes del Moulin Rouge. Famosa por sus cancanes salvajes y sus modales descarados, la unió una sincera amistad al artista y éste la utilizó como modelo para muchas otras pinturas y dibujos, incluido un famosísimo cartel publicitario de 1891.

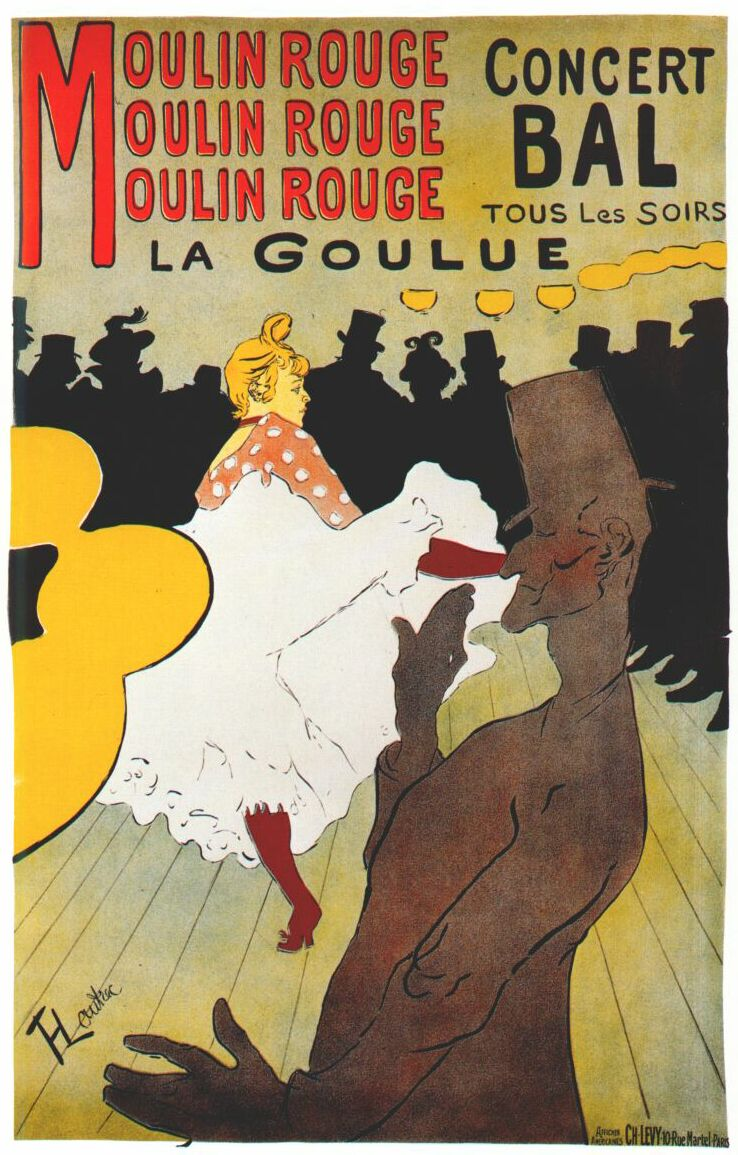
Cartel de Henri de Toulouse-Lautrec que anuncia el Moulin Rouge y su gran vedette La Goulue (1891).

## Descripción
En un plano cercano La Goulue es captada, como en una instantánea fotográfica, por sorpresa al entrar en el Moulin Rouge, acompañada del brazo de dos mujeres vestidas de oscuro: su hermana (a la izquierda) y su amante (a la derecha). Al fondo, frente al espejo del vestíbulo, pasa un cliente con el sombrero de copa todavía puesto. La bailarina luce un vestido blanco con reflejos celestes, de vertiginoso escote apuntado y decorado con una ramita floral, lleva al cuello una cinta negra y una fina cadena de oro, anillos en la mano izquierda y aretes a juego, y su cabello trigueño está recogido en su característico moño alto. Aunque la bailarina parece segura de sí misma, casi arrogante, es inevitable captar un dejo de decadencia en su figura y mirada triste.
La composición, así como el naciente arte fotográfico y el trabajo de Edgar Degas (un artista muy admirado por Lautrec), parece influenciado por los grabados japoneses Ukiyo-e en la elección de espacios poco profundos, recortes audaces y contornos pesados que aplanan las formas.
Lautrec consideró esta obra como la mejor de sus pinturas inspiradas en los salones de baile y cabarets y en 1892 la exhibió cuatro veces.